# 水沢シャトルバス
水沢シャトルバスは、渋川市が運行する路線バス。群馬バス委託。2003年10月に運行開始した。原則土日祝日のみ運行。

## ルート
伊香保案内所 - 伊香保バスターミナル - 水沢 - 上野原（伊香保おもちゃと人形自動車博物館）